# Эгеде, Пауль
Пауль Эгеде (9 сентября 1708, Кабельвог, Нурланн — 6 июня 1789, Копенгаген) — датско-норвежский теолог и лютеранский миссионер, известный своим проповедничеством в Гренландии. Епископ Гренландии (1779—1789).

## Биография
Родился в Кабельвоге, Норвегия, в семье сельского священника Ханса Эгеде. Отец Пауля был предан идее восстановления контактов с забытой колонией гренландских норманнов, согласно преданию, сохранившей верность католичеству после Реформации. Несмотря на собственные финансовые затруднения в Дании, заручившись поддержкой норвежских купцов и датских миссионеров, Ханс Эгеде сумел снарядить в Гренландию три корабля, которые вышли из порта Бергена в 1721 году. Спустя несколько месяцев корабли с семьей Ханса и колонистами остановились во фьорде возле современного Нуука, где старший Эгеде начал своё проповедничество.
Пауль помогал своему отцу в его деле и, когда Ханс вернулся в Данию по причине смерти своей жены Гертруды Раск, отказался от своего желания стать морским офицером, переняв у своего отца титул суперинтендента гренландской миссии. Однако в целом, деятельность датской лютеранской миссии среди эскимосов была не столь успешной, как проповедь моравских братьев.
В 1779 году Пауль был избран епископом Гренландии. Умер в Копенгагене 6 июня 1789, опубликовав незадолго до своей смерти дневник о своей жизни в Гренландии.